# Nesiotites similis
Nesiotites similis era una especie de musaraña  de la familia soricidae.

## Distribución geográfica
Se encontraba en: Europa (Cerdeña en Italia).